# Tomme du Kamouraska
La tomme du Kamouraska est un fromage fermier au lait cru de brebis de la fromagerie Le Mouton Blanc, à La Pocatière au Québec. Sa croûte est de couleur blé et sa pâte lisse est jaune paille. Ce fromage à pâte ferme dégage une douce odeur de beurre, de noisette et de châtaigne. En bouche, on retrouve des saveurs de noisette, d'amande et des notes végétales.

## Sources
- Bizier, Richard & Nadeau, Roch, Répertoire des fromages du Québec,  Montréal, Éditions du Trécarré, 2008, p. 284.
- Tendland, Amélie, Fromages : 100 produits du Québec à découvrir, Montréal, Éditions Caractère, 2012, p. 211.
- Foreman, Michèle, Fromages : Artisans du Québec, la crème de la crème, Québec, Éditions du Sommet, 2012, p. 153.